# Лайтбокс

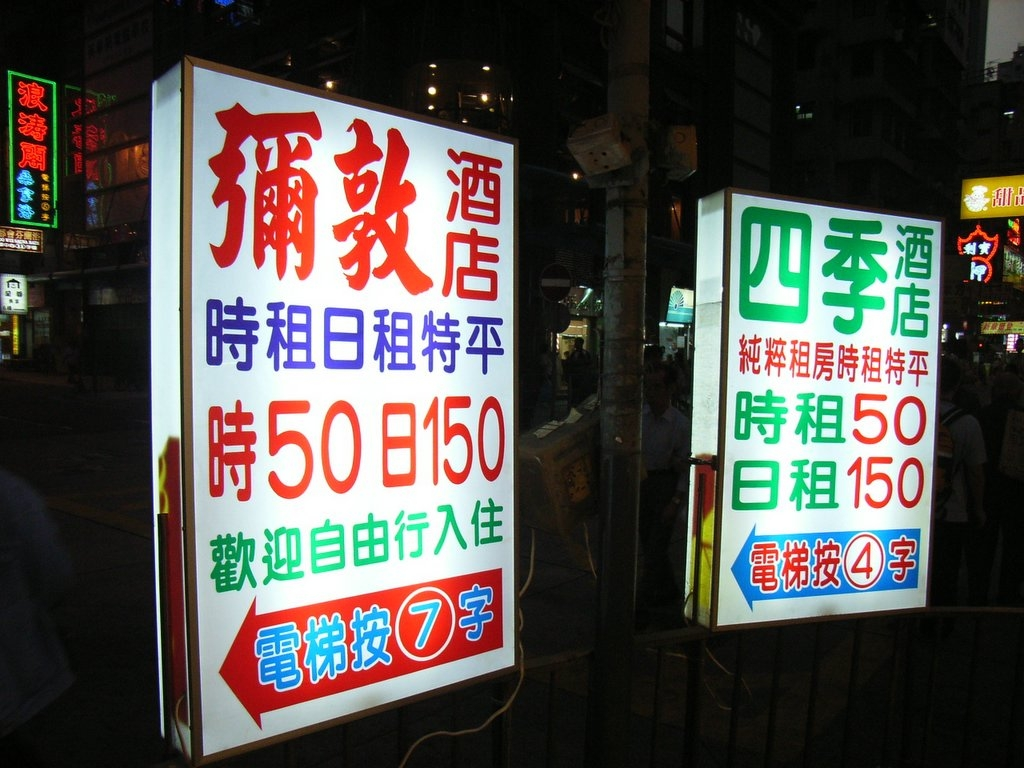

Лайтбо́кс, лайт-бокс (англ. lightbox) — рекламний щит розмірами 1,2×1,8 м з внутрішнім підсвічуванням, який прикріплюють до стовпів, стаціонарних конструкцій: кіосків, торців будівель. Ефективний і відносно недорогий рекламний носій. Завдяки габаритам лайт-бокси використовують на вулицях міст, привертаючи увагу перехожих, особливо в темний час доби. Яскраві, привабливі світлові образи, які можуть використовувати на лайт-боксах, мають потенціал для креативу дизайнерів рекламних агентств.